# Мартен, Жюль
Жюль Мартен (фр. Jules Martin; 27 февраля 1824, Веве — 21 мая 1875, Женева) — швейцарский политик, юрист, судья, член Национального совета Швейцарии, президент Национального совета Швейцарии (1856).

## Биография
Родился в протестантской семье. В 1842 и 1845 годах изучал право в Лозаннском университете, с 1849 года работал адвокатом. В 1846—1850 годах был прокурором в Веве, затем в 1850—1860 годах — юристом в Лозанне, одновременно был членом Федерального суда Швейцарии (1854—1872). 
В 1860 году Жюль Мартен переехал в Женеву. Работал членом комитета Швейцарского торгово-промышленного союза (1870-1872).
Был членом Радикальной демократической партии Швейцарии. Избирался членом Большого совета кантона Во.
С 7 июля по	27 сентября 1856 года занимал пост президента Национального совета Швейцарии.